# Луццана
Луццана (італ. Luzzana) — муніципалітет в Італії, у регіоні Ломбардія,  провінція Бергамо.
Луццана розташована на відстані близько 480 км на північний захід від Рима, 65 км на північний схід від Мілана, 17 км на схід від Бергамо.
Населення — 908 осіб (2014).
Щорічний фестиваль відбувається 16 травня. Покровитель — San Bernardino.

## Демографія
Населення за роками:

Станом на 1 січня 2023 року в муніципалітеті офіційно проживало 40 іноземців з 10 країн, серед них 16 громадян країн Євросоюзу.

## Сусідні муніципалітети
- Альбіно
- Борго-ді-Терцо
- Ентратіко
- Трескоре-Бальнеаріо